# وضع التشتت الديناميكي
اقترح «جورج هيلماير» تأثير التشتت الديناميكي الذي يسبب تشتت قوي للضوء عندما يتجاوز المجال الكهربائي المطبق على خليط بلوري سائل خاص قيمة الحد الأدنى.
تتطلب خلية DSM المكونات التالية:
- الكريستال السائل مع الانسيوف الزيلية السلبية (محاذاة محور LC طويل عمودي على المجال الكهربائي)،
- محاذاة المنزل من LC (أي عمودي على الركازة الطائرات)،
- المنشطات من LC مع المادة التي تزيد من الموصلية من LC للسماح تيار للتدفق.

و نتيجة لذلك، يتم إنشاء نمط متكرر مخطط في الخلية، والتي تسمى كتل البناء منها «مجالات ويليامز». على زيادة أخرى من الجهد يتم استبدال هذا النمط العادي من قبل دولة مضطرة التي تتناثر بقوة الضوء.هذا التأثير ينتمي إلى فئة من الآثار الكهرومائية في LCs. يمكن أن تتحقق مع أن يعرض الكهربائية البصرية مع هذا التأثير في وضع العملية العابرة وعاكسة. الفولتية القيادة المطلوبة لتناثر الضوء هي في نطاق عدة عشرة فولت والتيار غير تافهة يعتمد على مساحة الأجزاء المنشطة. وبالتالي فإن تأثير نظام إدارة الوجهات السياحية لم يكن مناسباً للأجهزة الإلكترونية التي تعمل بالبطاريات.